# Aeroportul Regional San Luis Obispo County
Aeroportul Regional San Luis Obispo County (IATA: SBP, ICAO: KSBP, FAA LID: SBP) este un aeroport din California, Statele Unite ale Americii ce deservește zona San Luis Obispo. Aeroportul a fost tranzitat în 2023 de 660.745 de pasageri.
Situat la o altitudine de 65 m, aeroportul dispune de 2 piste.

## Infrastructură

### Piste
Aeroportul dispune de 2 piste. Pista 07/25 are suprafața de asfalt și dimensiunile 2.500 picioare × 100 picioare. Pista 11/29 are suprafața de asfalt și dimensiunile 6.101 picioare × 150 picioare. 